# 지금 우리는 숲으로 간다
《지금 우리는 숲으로 간다》는 2001년 10월 26일에 MBC에서 방영한 베스트극장이다.

## 등장 인물

### 주요 인물
- 이자영 : 김미소 역 - 임시 국어교사
- 주한울 : 홍은호 역

### 그 외 인물
- 최성준 : 윤준희 역 - 미소의 선배
- 백일섭 : 교감 역
- 이인철 : 학생주임 역
- 이주석 : 이창렬 역
- 김동욱
- 윤희주